# Esmate
Esmate [ezˈmaːte] (Esmàt [ɛzˈmat] in dialetto bergamasco) è l'unica frazione del comune bergamasco di Solto Collina posta in altura rispetto al capoluogo.
(Giovanni Maironi da Ponte, «Dizionario di viaggio della provincia bergamasca»)

## Storia
La località di Esmate viene nominata per la prima volta in un documento, citato da Gabriele Rosa nel suo Storia del Bacino del Lago d'Iseo, risalente al 1056, nel quale è menzionato un tale Johannes Quondam Martini de loco Sumate (Esmate).
La località è un piccolo villaggio agricolo di antica origine, frazione del comune di Solto fino al 1742, quando il governo della Repubblica di Venezia lo costituì in municipio a sé stante. I due paesi costituirono comunque sempre due diverse parrocchie.
Il paese tornò frazione dopo poco più di mezzo secolo su ordine di Napoleone, ma gli austriaci annullarono la decisione al loro arrivo nel 1815 con il Regno Lombardo-Veneto.
Dopo l'unità d'Italia il paese crebbe da duecento a più di trecento abitanti. Fu il fascismo a decidere la soppressione del comune riunendolo a Solto Collina.

## Tradizioni e folclore
Ogni anno la prima domenica di agosto si festeggia la festa patronale di San Gaudenzio. Tradizionalmente in occasione di questa festa viene distribuito gratuitamente ai partecipanti il tipico vino benedetto di San Gaudenzio.

## Monumenti e luoghi d'interesse

### Architetture religiose
- Chiesa di San Gaudenzio (Solto Collina)
- Oratorio di San Rocco
- Oratorio di San Carlo
- Oratorio di San Defendente
- Cappella dedicata a Santa Lucia[2]